# Shield Portable
O Shield Portable é um crossover de console portátil e um tablet da NVIDIA lançado em 31 de julho de 2013.

## Características
O portátil roda o sistema operacional Android, possuindo um ecrã tátil de 5 polegadas com 1280x720 de resolução, o controle tem o formato simular ao do controle do Xbox 360, é o primeiro dispositivo da NVIDIA a rodar o chip gráfico Tegra 4. Era originalmente chamado de NVIDIA Shield, mas desde o lançamento do Shield Tablet, passou a se chamar Shield Portable.
Rodando o sistema operacional Android, ele pode rodar boa parte dos jogos da Play Store, suportando os controles através de ecrã tátil e botões físicos no console, assim como jogos exclusivos da loja TegraZone Market da NVIDIA, também roda jogos via streaming em computadores com placas de vídeo a partir da GeForce GTX 650. O console também pode ser conectado à TV via wireless ou cabo miniHDMI suportando as resoluções 720p, 1080p e 4K. Atualizações recentes implementaram suporte ao Chromecast.

## Recepção
A recepção, em geral, foi diversa, geralmente elogiando a performance e a qualidade do aparelho; e criticando o alto preço e a falta de títulos exclusivos.